# Disparomitus simplex
Disparomitus simplex är en insektsart som beskrevs av Douglas E. Kimmins 1950. Disparomitus simplex ingår i släktet Disparomitus och familjen fjärilsländor. Inga underarter finns listade i Catalogue of Life.